# 川口覚
川口 覚（かわぐち さとる、1982年1月9日 - ）は、日本の俳優。血液型はAB型。身長172cm。レディバード（フロム・ファーストプロダクション傘下）所属。

## 来歴・人物
- 2004年に撮影された芥川賞作家・吉田修一が自ら監督・脚色した映画「Water」で本格的に俳優としてスタートする。この作品では、主演の一人、圭一郎役を演じた。（日本公開は2007年）
- 2009年より演出家・蜷川幸雄主宰の「さいたまネクスト・シアター」に第1期生として参加、2014年春まで在籍。
- 2012年、蜷川幸雄演出のもと7代目ハムレットを演じる。
- 2017年、出演したヴィシャール・バルドワジ監督・脚本のインド映画「ラングーン」が全インド・アメリカにて2月24日公開。

## 出演

### 映画
- 2005年 「邪気」 主演（幹夫役）大澤祐介 監督
- 2005年 「Water」 主演（圭一郎 役） 吉田修一 監督[1]
- 2006年 「presents〜合鍵〜」日向朝子 監督
- 2006年 「虹の女神」熊澤尚人 監督
- 2006年 「ハチミツとクローバー」高田雅博 監督
- 2006年 「タイヨウのうた」小泉徳宏 監督
- 2009年 「ざっぱ」主演（良弥役） 今泉力哉 監督
- 2009年 短篇.jpルーキーズ第3弾「ココダケノハナシ『美味しいコーヒー』」主演　真壁幸紀 監督
- 2010年 「ZERO NOIR」主演（葉役）伊藤丈紘 監督
- 2011年 「SP THE MOTION PICTURE 革命篇」 波多野貴文 監督
- 2013年 東京駅開業100周年記念映画 「すべては君に逢えたから」本木克英 監督
- 2013年 「終点、お化け煙突まえ。」富名哲也 監督
- 2014年 「センチメンタルカラス」主演（中川ユウスケ役） 筧昌也 監督／ユマニテ製作[2]
- 2015年 「アレノ」（夫役）[3]越川道夫 監督
- 2016年 マイナビpresents「TOKYO CITY GIRL -2016-『ひらり、いま。』」（大橋役）澤口明宏 監督
- 2016年 「シリアス」（杉崎龍太役）マツムラケンゾー 監督
- 2017年 「ラングーン」（Hiromichi役）[4] Vishal Bhardwaj 監督／UTV Motion Pictures（India）配給
- 2017年 「あゝ、荒野」（石井和寿役）岸善幸 監督／寺山修司 原作
- 2018年 「OVER DRIVE オーバードライブ」（関竜太役）羽住英一郎 監督
- 2018年 オムニバス映画「十年 Ten Years Japan『PLAN75』」主演（伊丹則介役）早川千絵 監督　エグゼクティブプロデューサー 是枝裕和[5]
- 2019年 「閉鎖病棟―それぞれの朝―」平山秀幸 監督
- 2019年 長島大陸映画「夕陽のあと」（新見秀幸役）越川道夫 監督
- 2020年 「罪の声」（若き日の達雄役） 土井裕泰 監督／塩田武士 原作

### 舞台
- 2005年 AMUSEプレステージプロデュース公演Vol.1「ROOM」
- 2005年 AMUSEプレステージプロデュース公演Vol.2「Chaptar8 -テキーラ、そしてサンライズ-」主演（多摩川役）
- 2006年 AMUSEプレステージプロデュース公演Vol.3「恋はケ・セラ・セラ」
- 2006年 AMUSEプレステージプロデュース公演Vol.4「MILD SEVEN EXTRA LIGHT おだやかな7つの余分だけど、特別な輝き」
- 2008年 劇団アロッタファジャイナ第9回公演「ルドンの黙示」（イズワル役）松枝佳紀 作・演出
- 2009年 さいたまネクスト・シアター第1回公演「真田風雲録」（根津甚八役）蜷川幸雄 演出
- 2010年 さいたまネクスト・シアター第2回公演「美しきものの伝説」（久保栄役）蜷川幸雄 演出
- 2010年 彩の国シェイクスピア・シリーズ第23弾「じゃじゃ馬馴らし」（ビオンデロ役）蜷川幸雄 演出
- 2011年 やなぎみわ演劇プロジェクトVol.2 「1924 海戦」（第一の水平／汐見洋／土方久元役）やなぎみわ 原案・演出・美術／あごうさとし 脚本
- 2011年 さいたまゴールド・シアター第5回公演「ルート99」（ヨシユキ役）蜷川幸雄 演出／岩松了 脚本
- 2012年 さいたまネクスト・シアター第3回公演「2012年・蒼白の少年少女たちによる「ハムレット」主演（ハムレット役）蜷川幸雄 演出
- 2012年 彩の国シェイクスピア・シリーズ第25弾「シンベリン」（アーヴィレイガス役）蜷川幸雄 演出
- 2012年 「ザ・ファクトリー2」テネシー・ウィリアムズ 戯曲『ロンググッドバイ』（ジョー役）蜷川幸雄×藤田俊太郎×井上尊晶 演出
- 2012年 さいたまネクスト・シアター第4回公演「2013年・蒼白の少年少女たちによる「オイディプス王」ダブル主演（オイディプス役）（クレオン役） 蜷川幸雄 演出
- 2013年 M&Oplaysプロデュース「ライク ドロシー」（スラー、ウルバ役）倉持裕 作・演出
- 2014年 彩の国さいたま芸術劇場開館20周年記念 さいたまネクスト・シアター第5回公演「2014年・蒼白の少年少女たちによる「カリギュラ」」 （ケレア役）アルベール・カミュ 作／蜷川幸雄 演出
- 2014年 T Factory(ティーファクトリー)「生きると生きないのあいだ」（ジョニー役）川村毅 戯曲・演出
- 2014年 朗読劇「蝋燭朗読中目黒」〜脚本家 坂元裕二Xキャンドルアーティスト 高橋成彰〜 「カラシニコフ不倫海峡」 坂元裕二 脚本・演出
- 2015年 芸劇＋トーク 朗読『東京』 - 「白痴」 山本卓卓 演出
- 2016年 せたがやこどもプロジェクト2016《ステージ編》「兵士の物語」（語り手役）近藤良平 演出・振付 イーゴリ・ストラヴィンスキー 音楽
- 2017年 『お勢登場』（松村役）江戸川乱歩 原作／倉持裕 作・演出
- 2017年 M&Oplaysプロデュース『少女ミウ』（吉岡／部長役）岩松了 作・演出
- 2019年「神の子どもたちはみな踊る after the quake」（片桐／高槻役）村上春樹 原作／倉持裕 演出／フランク・ギャラティ 脚本
- 2020年 てがみ座「燦々」（渓斎英泉役）長田育恵 作／扇田拓也 演出
- 2021年 T Factory(ティーファクトリー)「4」川村毅 作・演出
- 2023年 T Factory(ティーファクトリー)「聖地と流血」波田野淳紘 作「アナタの声で眠らせて」萩谷至史　作

### TV
- 2004年 月曜ミステリー劇場　横山秀夫サスペンス「ペルソナの微笑（偽りの微笑）」　TBS
- 2004年 女と愛とミステリー 松坂慶子スペシャル　「パートタイム探偵2」　テレビ東京
- 2005年 TBSテレビ放送50周年スペシャルドラマ「青春の門　－筑豊篇－」 第1夜 五木寛之 原作　TBS
- 2005年 「HOLYLAND（ホーリーランド）」#07 #09 金子修介 総監督 TX
- 2005年 水曜プレミア　ドラマスペシャル「夜王 〜YAOH〜」 TBS
- 2005年 「いい男はマーケティングで見つかる」#1　NTV
- 2005年 「花より男子」 第1・2話 TBS
- 2005年 「世にも奇妙な物語 〜2005 春の特別編〜」『密告（チクリ）ネット』（香川和哉役） CX
- 2005年 「アウトリミット」 WOWOW
- 2006年 NISSAN WINGROAD presents「4Stories 4Roads」#4『Road to the Away Game』（河口覚役） BS日テレ
- 2006年 「レガッタ」（河口覚役） ANB
- 2006年 ドラマコンプレックス 特別企画「私が私であるために」 NTV
- 2007年 Eネ!「ユキポンのお仕事　WORKING CAT A GO! GO!」第6話（しげる役） TX
- 2007年 愛の劇場「結婚式へ行こう！」第44・45話（悟役） TBS
- 2007年 「のだめカンタービレ」 第9話 CX
- 2007年 「花より男子2」 第1話 TBS
- 2010年 大河ドラマ「龍馬伝」 第18-23,25,26回（鳥取藩士 川口平九郎役） NHK
- 2011年 「深夜食堂」 第18話『冷やし中華』 TBS/MBS
- 2012年 連続ドラマW「ヒトリシズカ」第1話（国分寺署地域課 柴田巡査役） 平山秀幸監督 WOWOW
- 2012年 連続テレビ小説「純と愛」 第9週『はっぴーうぇでぃんぐ』第49-51,53,54回（橋本淳役）　NHK
- 2012年 正月時代劇「御鑓拝借〜酔いどれ小籐次留書〜」 （豊後九重藩主 名留島通久役）　NHK
- 2012年 「100分de名著」名著15 チェーホフ『かもめ』朗読　NHK Eテレ
- 2013年 ドラマ10「激流〜私を憶えていますか？〜」 第3・7回（逆井刑事役） NHK
- 2013年 青山ワンセグ開発 「3つの告白」第二話『〜記憶〜』 主演（若村役） 池田千尋 監督 NHK Eテレ
- 2013年 「タイムスクープハンター シーズン5」第6話『眠ってはいけない“戦国”』 （与作役）NHK
- 2014年 プレミアムドラマ「孫のナマエ〜鴎外パッパの揺れる7日間〜」（山田珠樹役） NHK BSプレミアム
- 2014年 ザ・プレミアム「おそろし〜三島屋変調百物語」 第2・5回（越後屋清太郎役）　NHK BSプレミアム
- 2014年 プレミアムドラマ「そこをなんとか2」 第7・8回（井口裕満役）NHK BSプレミアム
- 2014年 「100分de名著」名著39『ハムレット』朗読　NHK Eテレ
- 2015年 「問題のあるレストラン」第1-6話（池辺役）　CX
- 2015年 「婚活刑事」第7話（奥井啓介役） YTV
- 2015年 「100分de名著」名著48 サルトル『実存主義とは何か』朗読　NHK Eテレ
- 2015年 連続ドラマW「ふたがしら」第2・5話（子乃助役）WOWOWプライム
- 2015年 NHKドキュメンタリー - ザ・プレミアム「玉音放送を作った男たち」NHK BSプレミアム
- 2015年 「グラジオラスの轍」〜ワールドカップバレーボール特別企画　過去から未来へ （ナレーション）　CX
- 2015年 「グラジオラスの轍」第41回「高橋由伸・阿部慎之助」 （ナレーション）　CX
- 2016年 「痛快TV スカッとジャパン」ショートドラマ『俺、ゆとりなんで』（富山雄一役）フジTV
- 2016年 没後20年ドキュメンタリードラマ「おかしな男〜寅さん夜明け前　渥美清の青春〜」（小林信彦役）NHK BSプレミアム
- 2016年 連続ドラマW「ふたがしら2」（子乃助役）WOWOWプライム
- 2016年 「闇金ウシジマくん Season3」第7話（ニューリッチ役)TBS/MBS
- 2016年 宮部みゆきサスペンス「模倣犯」後篇（喫茶店のマスター役）テレビ東京
- 2016年 プレミアムよるドラマ「プリンセスメゾン」第1回　NHK BSプレミアム
- 2016年 「アキレアの橋〜2020遥かなる東京へ〜」第7回「五輪新競技ラプソディ」 （ナレーション）　BSフジ
- 2016年 連続ドラマW「コールドケース ～真実の扉～」#6『恋文』（森田雅一役）WOWOWプライム
- 2016年 土曜時代劇「忠臣蔵の恋〜四十八人目の忠臣〜」第10,12-13回（赤穂浪士 寺坂吉右衛門役）NHK
- 2017年 ザ・プレミアム　時空超越ドキュメンタリードラマ「江戸城無血開城」（薩摩藩士 五代友厚役）NHK BSプレミアム
- 2017年 ドラマ10「ツバキ文具店〜鎌倉代書屋物語〜」第四話『最後のラブレター』（園田薫役）NHK[6]
- 2017年 水曜インパクト「4人のモナリザ『謎の微笑』モデルの真実」NHK BSプレミアム
- 2017年 「100分de名著」名著67 ジェイン･オースティン『高慢と偏見』朗読　NHK Eテレ
- 2017年 金曜8時のドラマ「警視庁ゼロ係〜生活安全課なんでも相談室〜SECOND SEASON」第6話『奇妙な立て籠もり犯』（立て籠もり犯役）テレビ東京
- 2018年 金曜ナイトドラマ「ホリデイラブ」ep.6『魔性の復讐』ep.7『夫婦間恋愛』（斎藤正樹役）テレビ朝日
- 2018年 ドキュメンタリードラマ「小野田さんと、雪男を探した男～鈴木紀夫の冒険と死～ - ウェイバックマシン（2018年3月1日アーカイブ分）」（楠本正役）NHK BSプレミアム
- 2018年 土曜時代劇「そろばん侍 風の市兵衛」第3部『帰り船』（広国屋勘七郎役）NHK
- 2018年 「100分de名著」名著77 アルベール・カミュ『ペスト』朗読　NHK Eテレ
- 2018年 大河ドラマ「西郷どん」 第39回『父、西郷隆盛』最終回『敬天愛人』（明治37年京都市助役 川村鉚次郎役） NHK
- 2019年 BS時代劇「螢草 菜々の剣」（安坂長七郎役）NHK BS4K/NHK BSプレミアム
- 2019年 日曜プライム ドラマスペシャル「黒薔薇2 刑事課強行犯係 神木恭子」（島垣雅也役）テレビ朝日
- 2020年 英雄たちの選択 正月スペシャル「百人一首～藤原定家 三十一文字の革命～」（源通具役）NHK BSプレミアム
- 2020年 連続テレビ小説「エール」（舘林信雄役）NHK
- 2021年 秋田発地域ドラマ「金色の海」（八木祐也役）NHK BSプレミアム
- 2021年 大河ドラマ「青天を衝け」 第6-9回（岩瀬忠震役） NHK
- 2021年 「大豆田とわ子と三人の元夫」第7-9回（若木役） CX
- 2023年 おびわんっ! (火曜・金曜ゲスト) 日本海テレビ
- 2023年 ネタタン！ (風田逃兎役) 日本海テレビ

### CM
- 2005年 モスバーガー「冬のフォカッチャ篇」 小松真弓 監督
- 2005年 コカ・コーラ「初夏のバトン篇」　岡田隆 監督
- 2005年 洋服の青山 「オリジナルソング篇」
- 2005年 シンキノーローン「ポスター広告編」「新聞広告編」
- 2006年 PS3「ネットワーク篇」
- 2007年 KONAMI「ウイニングイレブン2008」 石井聡一 監督
- 2008年 PlayStation 3　「白騎士物語 -古の鼓動-」オン篇
- 2008-2011年 アークレイ 「三者三様篇・理系の休憩篇・理系の恋愛篇」
- 2010年 JX日鉱日石エネルギー「ENEOSダブル発電〜住宅展示場にて」篇　浜崎慎治 監督
- 2010年 サッポロビール「サッポロ オフの贅沢」 山本真希 監督
- 2011年 Norton WEBムービー「たいせつなもの」『ついに1年越しで彼女がOKしてくれたぜイェ〜イ.jpg』 呉美保 監督
- 2011年 WOWOW 3チャンネル放送・キャンペーン TV-CF 田中秀幸 監督
- 2011年 りそな銀行「チョイス!! りそな2012キャンペーン」　高島夏来 監督
- 2011年 LION企業広告TV−CF「未来の家族篇」「彼女の父篇」 （声の出演） 呉美保 監督
- 2012年 DeNA モバゲー ワンピース・グランドコレクション「虎狩り」篇
- 2012年 ネスレ日本株式会社「ネスカフェ エクセラ スッキリつめかえパック 登場」篇
- 2013年 マガジンハウス（ナレーション）
- 2013年 住宅金融支援機構　フラット35「家路篇」「家族の朝篇」
- 2013年 IKEA「Bedroom 眠りの先進国」篇（ナレーション）
- 2014年 朝日新聞「新しい朝」篇　高崎卓馬 演出
- 2014年 富士ゼロックス「四次元ポケットPROJECT セルフ将棋」篇（ナレーション）
- 2014年 Brandear（ブランディア）「失恋BOX」（ナレーション）
- 2014年 キリン一番搾り「二つの麦汁 居酒屋」篇
- 2015年 富士フイルム"チェキ"instax mini 70「"撮ル"をあそぼう。」篇（ナレーション）
- 2015年 Honda Hybrid「人とクルマ」篇（ナレーション）
- 2016年 東芝 『ピンときちゃった！』宣言編（ナレーション）
- 2017年 サッポロビール SAPPORO+ 「集え!ごはん党」篇[7]
- 2017年 東芝 東芝ライフスタイル 企業広告 「家電誕生」編（ナレーション）
- 2017年 東芝 『ピンときちゃった！』ライフスタイル SEASON 2 編（ナレーション）
- 2017年 ピザハット Pizza hut「2枚目もあるよ冬の新作ビストロ4」篇「みんなでピザハットクリスマス♪（贅沢ウィンター4）」篇
- 2018年 ピザハット Pizza hut「お正月だもん」篇

### ラジオ
- 2004年 J-WAVE「七月二十四日通りのクリスマス」（コウジ役） 吉田修一 原作
- 2013年 青春アドベンチャー「ツングース特命隊」（伊沢役）NHK-FM
- 2013年 特集オーディオドラマ「星を掘れ！」（初島役）NHK-FM
- 2014年 青春アドベンチャー「白狐魔記〜源平の風」（源義経役）NHK-FM
- 2015年 青春アドベンチャー「人喰い大熊と火縄銃の少女」（五平役）NHK-FM
- 2017年 青春アドベンチャー「つばき、時跳び」（井納惇役）NHK-FM
- 2018年 FMシアター「すぎのまち」（門倉耕一役） NHK-FM

### web
- 2009年 Mary's Chocolate「トーキョーチョコレート」呉美保 監督
- 2010年 BeeTVドラマ「しってはいけない怖い話」第3話 同窓会の怖い話『タイムカプセル』（カズヤ役）福井早野香 監督
- 2016年 東芝ライフスタイルムービー 『ピンときちゃった！』（ナレーション）
- 2017年 東芝ライフスタイルムービー 『ニッポン家電誕生』（ナレーション）
- 2017年 東芝ライフスタイルムービー 『ピンときちゃった！　SEASON 2』（ナレーション）
- 2017年 Amazonオリジナルドラマ『日本をゆっくり走ってみたよ〜あの娘のために日本一周〜』エピソード8-9（吉本カズノブ役）

### PV
- 2011年 羊毛とおはな「ふたり日記」森ガキ侑大 監督
- 2012年 JUJU「Sigh」 中西尚人 監督
- 2014年 竹友あつき「いちぬけた」豊島圭介 監督
- 2015年 Superfly「On Your Side」奥山由之 監督[8]

### その他
- 2006年 GYAO「ラブ・コレ 東京Love Collection」（中村ジン役）上川伸廣 演出
- 2006年 メゾン・ド・ヒミコDVD特典ショートフィルム「懲戒免職」渡辺あや 監督